# 庫羅爾特諾耶

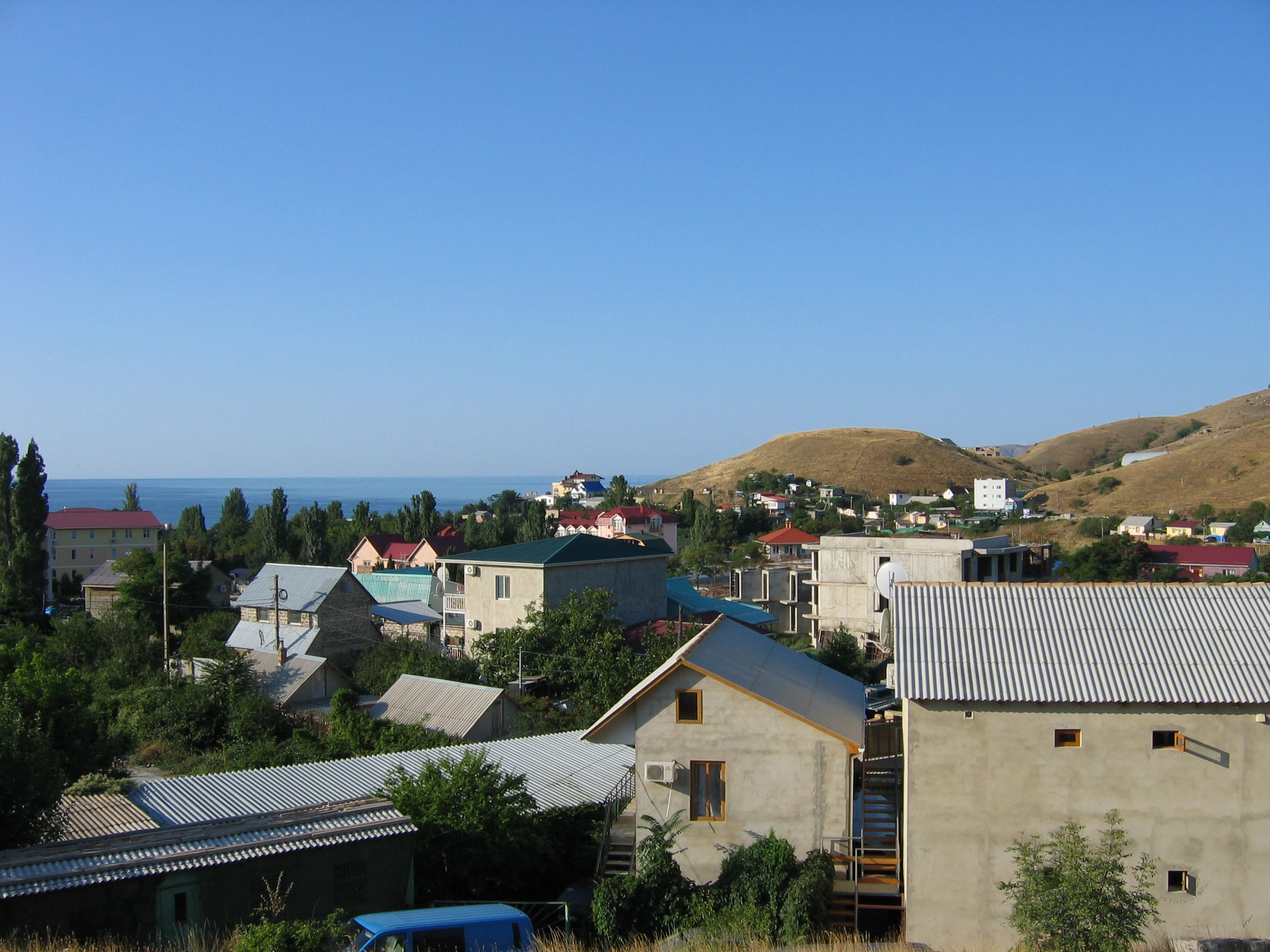
市容

庫羅爾特內（烏克蘭語：Курортне），又按俄語名譯為庫羅爾特諾耶（俄语：Курортное），法理上是乌克兰克里米亚自治共和国费奥多西亚区的市级镇，但事实上是俄罗斯克里米亞共和國费奥多西亚市议会下辖的市级镇。該鎮處於黑海畔，始建於二十世紀初，距離辛菲羅波爾77公里，海拔高度10米，2013年人口331。